# 第24届中国电影金鸡奖
第24届中国电影金鸡奖是中国电影家协会為表彰2004年度杰出华语片颁发的奖项。颁奖典礼于2004年9月19日在中国宁夏回族自治区银川市人民会堂举行。通过电影频道（CCTV-6）现场直播。由倪萍担任主持。本届金鸡奖提名名单已于2004年8月21日公布。

## 时间安排
| 时间（北京时间） | 活动                 |
| ---------------- | -------------------- |
| 2004年8月4日     | 提名奖初评           |
| 2004年8月21日    | 公布各奖项提名名单   |
| 2004年9月19日    | 第24届金鸡奖颁奖典礼 |

## 提名名单
| 最佳故事片 - 《美丽上海》 - 《十面埋伏》 - 《惊心动魄》                                            | 最佳导演 - 彭小莲－《美丽上海》 - 张艺谋－《十面埋伏》                                                                                 |
| 最佳导演处女作 - 方刚亮－《上学路上》 - 小江－《电影往事》 - 谢东－《冬至》                        | 最佳编剧 - 赵冬苓－《上学路上》 - 彭小莲－《美丽上海》                                                                                 |
| 最佳男主角 - 刘烨－《美人草》饰 刘思蒙 - 刘威－《疑案忠魂》饰 马红旗                               | 最佳女主角 - 郑振瑶－《美丽上海》饰 母亲 - 章子怡－《茉莉花开》饰 茉、莉、花 - 陶红－《跆拳道》饰 刘立 - 蒋勤勤－《姐姐词典》饰 牛红梅 |
| 最佳男配角 - 冯远征－《美丽上海》饰 阿荣 - 王学圻－《天地英雄》饰 安大人 - 张国立－《手机》饰 费墨 | 最佳女配角 - 空缺 - 艾丽娅－《上学路上》饰 王燕妈 - 齐欢－《美人草》饰 卫红 - 沈慧芬－《惊心动魄》饰 列车长 - 范冰冰－《手机》饰 武月  |
| 最佳电视电影 - 《曾克林出关》 - 《划痕岁月》 - 《法官老张轶事之审牛记》                            | 最佳美术片 - 空缺 |
| 最佳儿童片 - 《上学路上》 - 《女生日记》 - 《我们手拉手》 - 《纸飞机》                             | 最佳科教片 - 《黑脸琵鹭》 - 《保护耕地》                                                                                               |
| 最佳摄影 - 《两个人的芭蕾》－梁明 - 《冬至》－池小宁、吴樵 - 《手机》－赵非                        | 最佳美术 - 《十面埋伏》－霍廷霄 - 《手机》－刘心刚 - 《美丽上海》－周欣人 - 《两个人的芭蕾》－周景伦、王洪泽                           |
| 最佳音乐 - 《电影往事》－赵麟 - 《茉莉花开》－苏聪、印青 - 《信天游》－李戈                        | 最佳录音 - 《惊心动魄》－张磊、万仲平、黄文祥 - 《茉莉花开》－吴凌 - 《十面埋伏》－陶经 - 《美人草》－晁军                             |

## 特别奖项
终身成就奖
- 汤晓丹（导演艺术家）